# جام خیریه انگلستان ۲۰۲۳
جام خیریه انگلستان ۲۰۲۳ صد و یکمین مسابقه از رقابت‌های جام خیریه انگلستان بود. این مسابقه در ۶ آگوست ۲۰۲۳ بین منچستر سیتی قهرمان لیگ برتر فوتبال انگلستان ۲۳–۲۰۲۲ و جام حذفی فوتبال انگلستان ۲۰۲۲ - ۲۰۲۳ و آرسنال نایب قهرمان لیگ برتر فوتبال انگلستان ۲۳–۲۰۲۲ در ورزشگاه ومبلی برگزار شد. به دلیل قهرمانی همزمان منچسترسیتی در هر دو جام لیگ برتر و جام حذفی، آرسنال نایب قهرمان لیگ برتر به این مسابقه اضافه شد. در نهایت پس از تساوی دو تیم در نود دقیقه، آرسنال با پیروزی ۴ - ‌۱ در ضربات پنالتی برای هفدهمین بار قهرمان جام خیریه شد. 